# Anras
Anras est une commune autrichienne du district de Lienz dans le Tyrol.